# Itako (Ibaraki)
 Itako  (潮来市   Itako-shi?) es una ciudad situada en la Prefectura de Ibaraki en Japón.
Al 1 de diciembre de 2013, la ciudad de Itako tenía una población de 29.578 personas y una densidad poblacional de 414 personas por km ².  La superficie total es de 71,41 km ².

## Creación de la ciudad
El 1 de abril de 2001, las poblaciones de Itako-machi (潮来町) y de Ushibori-machi (牛堀町) ambas pertenecientes al Distrito de Namegata (行方郡 Namegata-gun), se fusionaron para crear la ciudad de Itako (潮来市 Itako-shi). El 2 de septiembre de 2005, las poblaciones de Asō-machi (麻生町), Kitaura-machi (北浦町) y Tamatsukuri-machi (玉造町) se fusionaron para crear la ciudad de Namegata (行方市 Namegata-shi).  Por lo tanto, el Distrito de Namegata se disolvió como resultado de esta última fusión.

## Geografía
La ciudad tiene orillas en los tres lagos que componen el Kasumigaura. Su territorio limita con las siguientes municipalidades, al oeste con Inashiki (稲敷市 Inashiki-shi), al norte con Namegata (行方市 Namegata-shi), al este con Kashima ((鹿嶋市 Kashima-shi )), sureste con Kamisu (神栖市 Kamisu-shi) y al suroeste con Katori (香取市 Katori-shi) de la Prefectura de Chiba.

## Festividad del Iris
Tiene reconocimiento en la región, su festival anual del Iris  (Itako Ayame Matsuri), que se celebra en el Jardín Suigō Itako Iris.

## Sake
La factoría Aiyu Sake Brewery ha estado produciendo sake desde 1804. Los visitantes pueden recorrer sus instalaciones con más de 200 años de antigüedad y disfrutar de una degustación de cualquiera de sus productos de sake; en Japón, la ley prohíbe conducir vehículos y bicicletas bajo influencia del alcohol.

## Transporte
En la entrada “Itako IC” nace la autopista Higashi-Kantō Expressway, que comunica la ciudad entre otros con Narita (Chiba), Chiba (Chiba) y la metrópoli de Tokio. 
También puede acceder a la vía férrea Línea Kashima en las estaciones Nobukata Station o Itako Station, que la comunica con las ciudades mencionadas anteriormente.

## Galería de imágenes

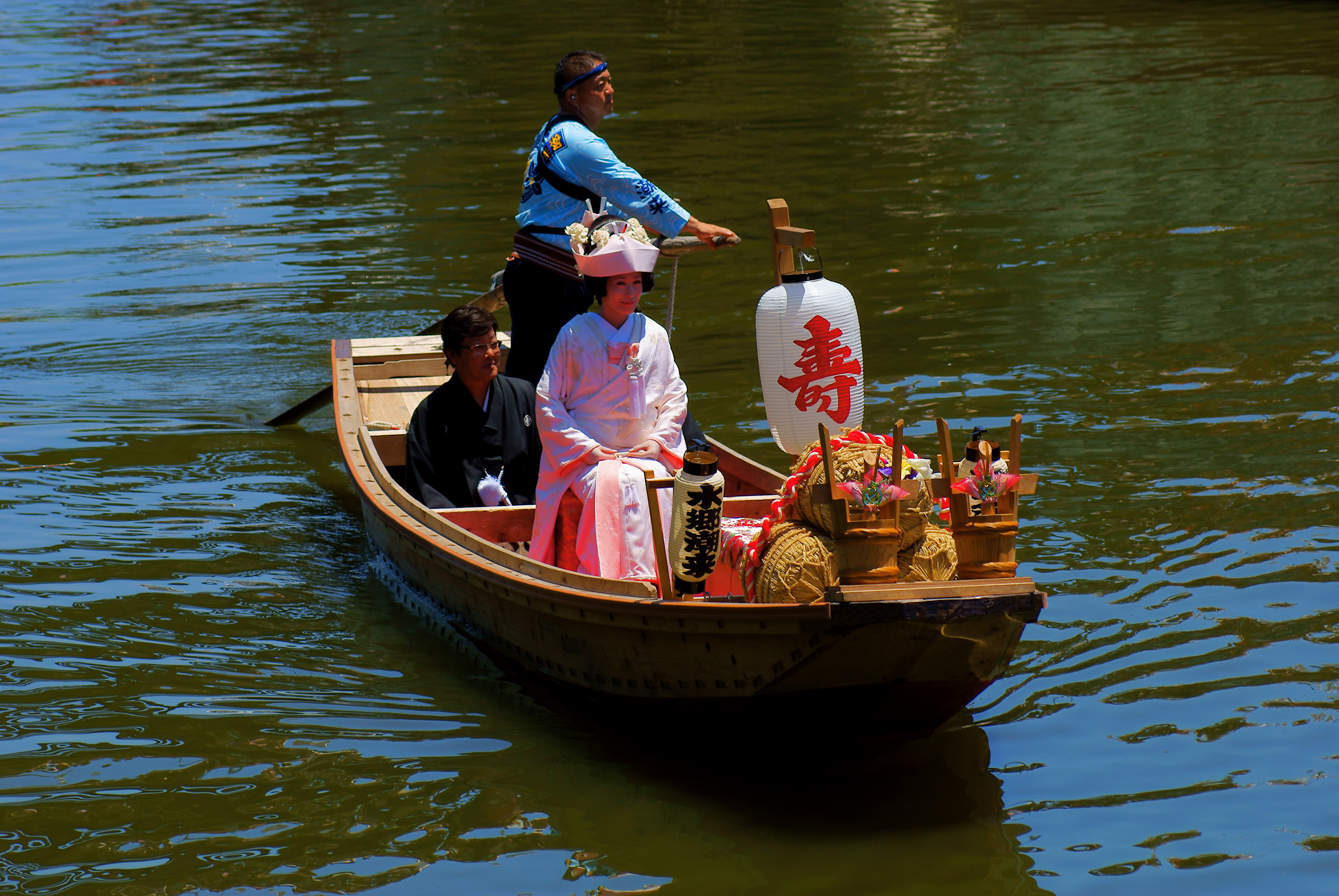
Un matrimonio en bote en el Festival del Iris.
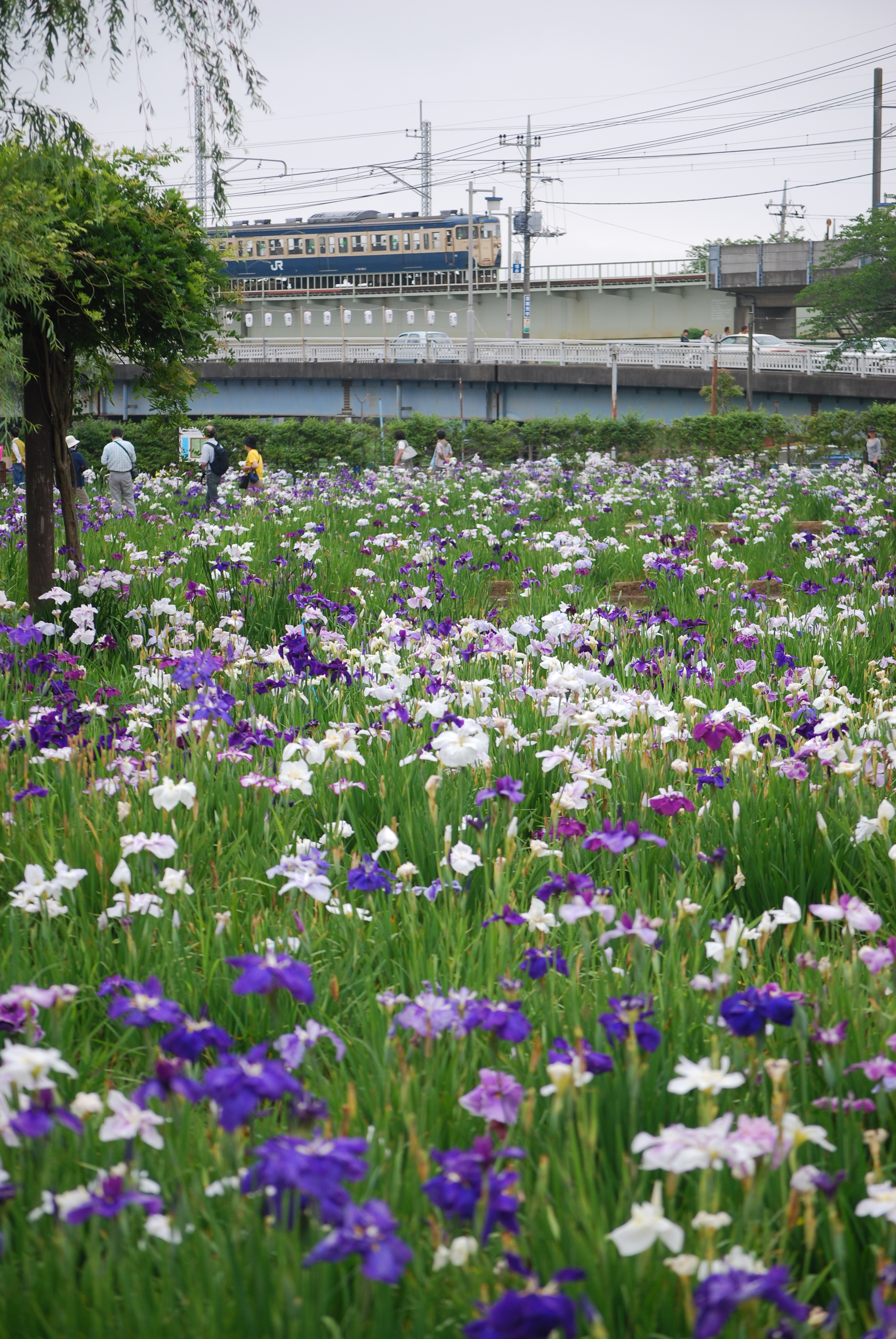
Jardín Suigō Itako Iris y tren Línea Kashima.
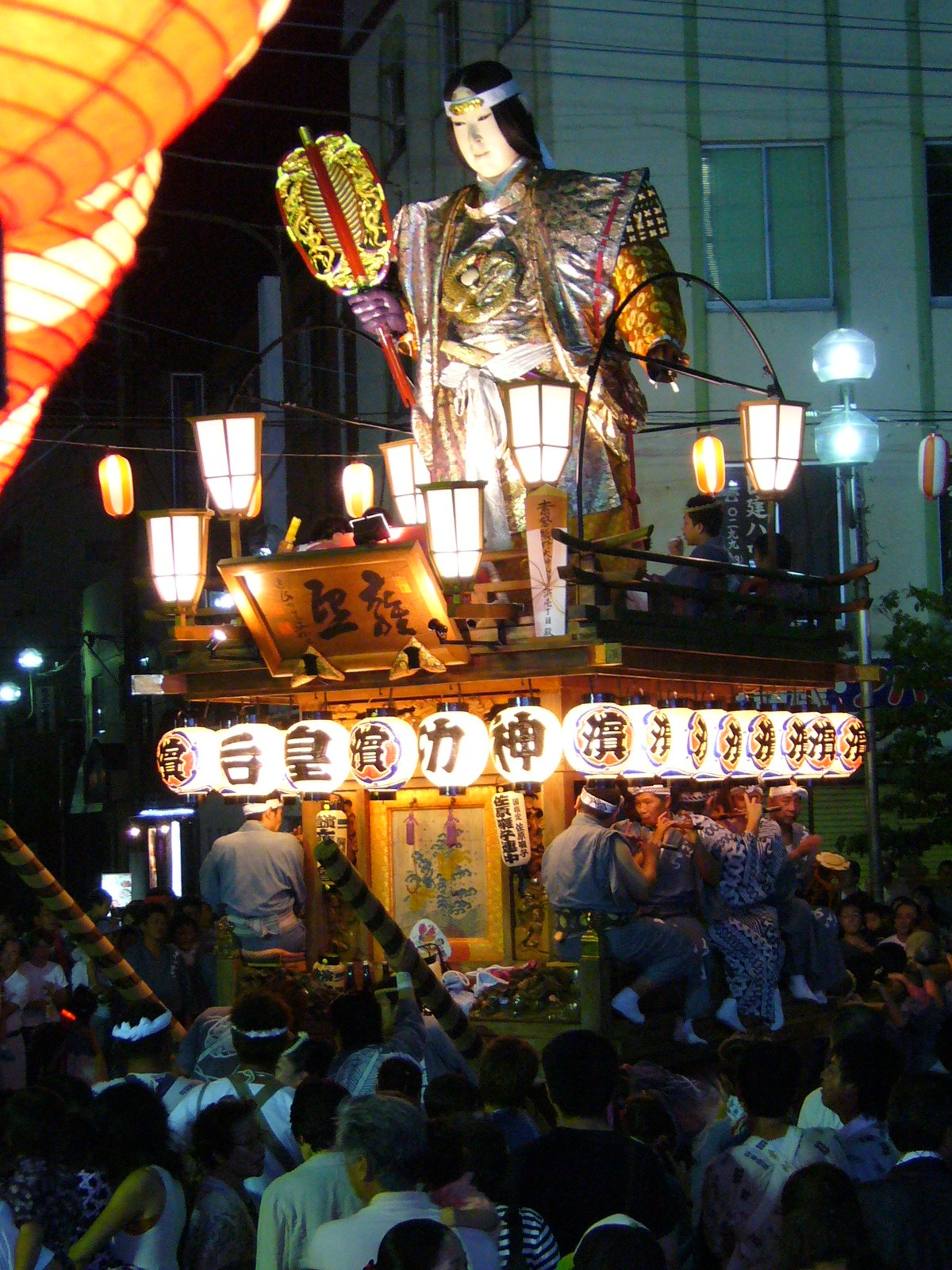
Festival Gion en Itako.
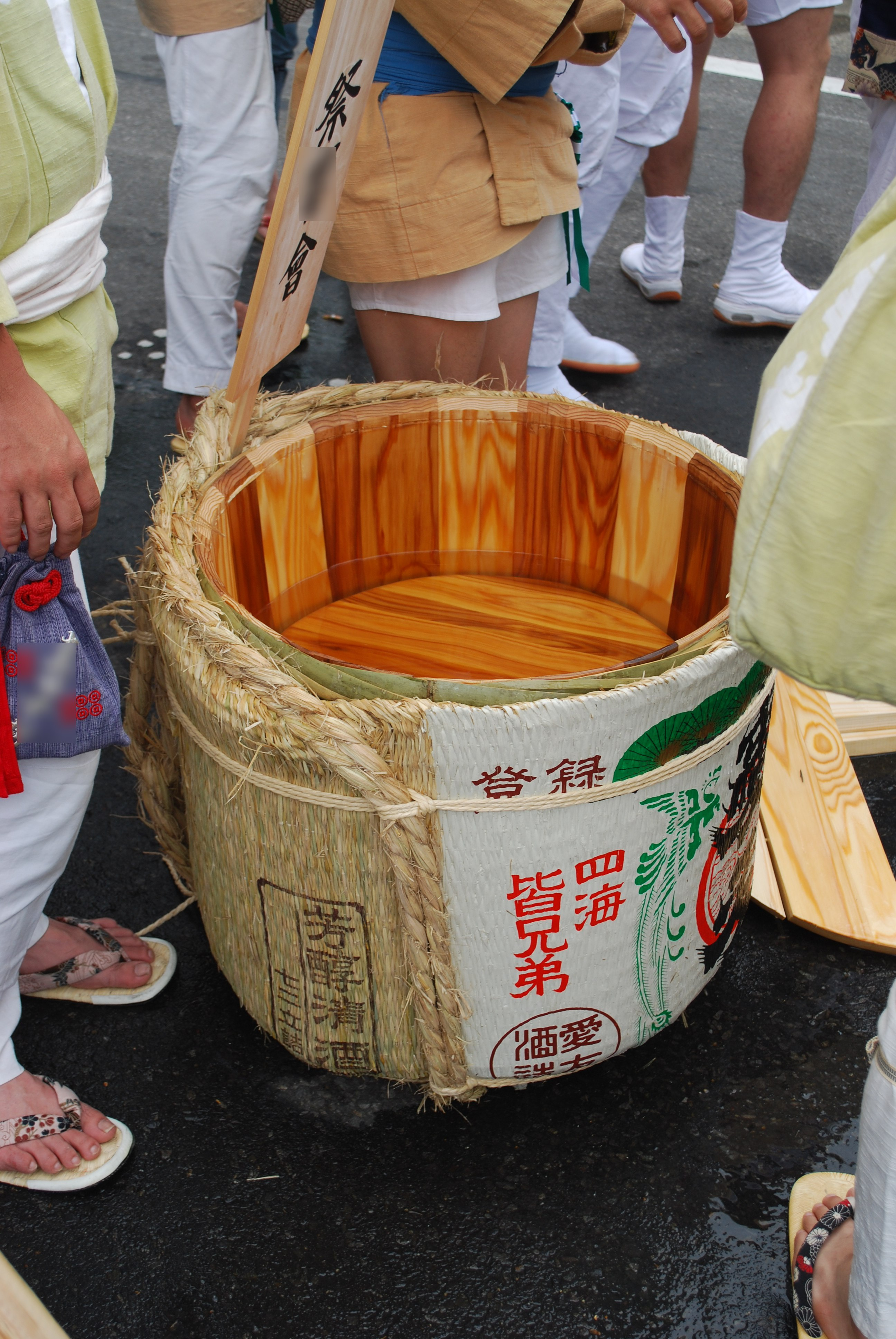
Barriles de sake en Itako.
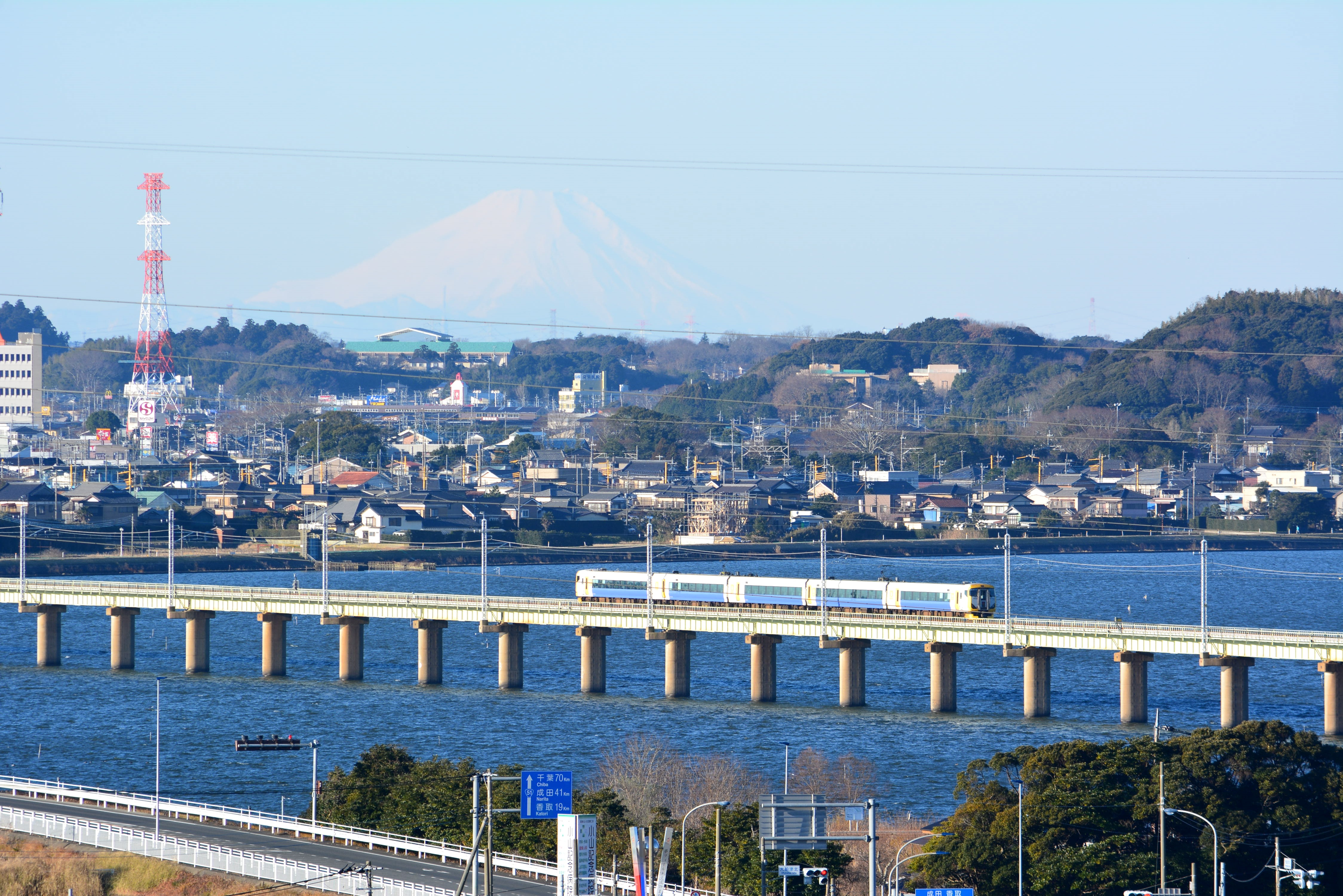
Lago Kitaura, al fondo el Monte Fuji.